# Duikpak

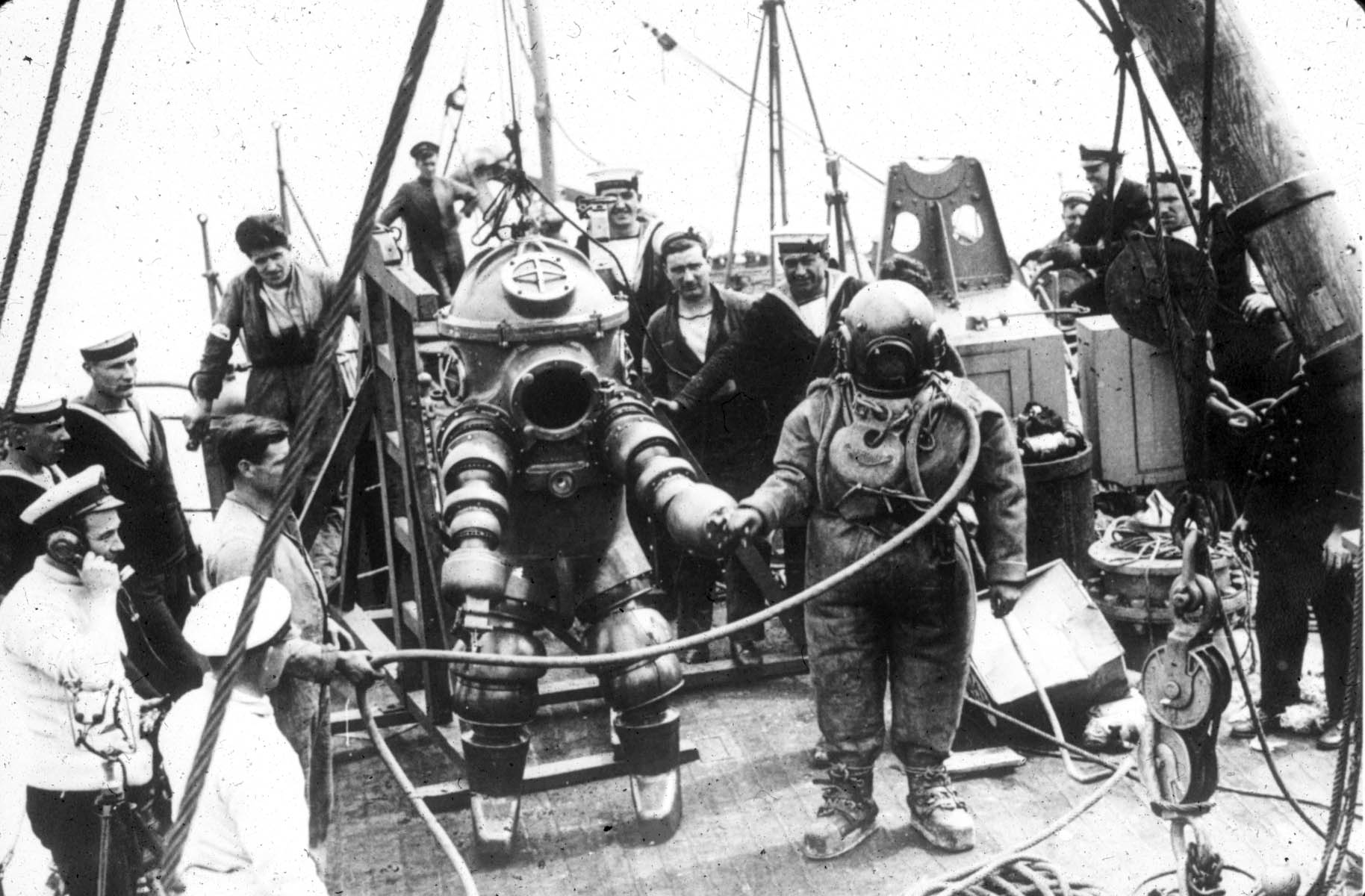
Twee duikers bereiden zich voor om het wrak van de RMS Lusitania te onderzoeken (1935)

Een duikpak is het pak dat een duiker beschermt tegen koude onder water en dat hem voorziet van ademlucht. Op grotere diepte dan enkele tientallen meters biedt het de nodige bescherming tegen de waterdruk.

## Aantrekken
Het vroegere duikpak of duikerspak, vanaf einde 19e eeuw tot ongeveer onze tijd, bestond uit één stuk rubber met zware loden of koperen schoenen. De duiker ging door de ruime halsopening naar binnen, geholpen door twee of drie personen.
Vervolgens kreeg hij een koperen halsschouderplaat opgezet die met riemen aan het duikpak werd bevestigd. Daarna kreeg hij verzwaard lood om zijn hals en lendenen gebonden. De handen staken uit het pak en het pak werd bij de polsen waterdicht gemaakt. Desgewenst droeg de duiker handschoenen.
Uiteindelijk kreeg hij de zware koperen duikhelm op de halsschouderplaat opgeschroefd en werd de rubberen luchtslang (die qua dikte vergelijkbaar is met een slang bij een tankstation) aan de helm bevestigd. Deze luchtslang werd voor alle veiligheid nog eens om zijn lichaam gedraaid, zodat bij het snelle afdalen naar de zeebodem de slang niet van zijn helm af zou worden gerukt. Dit zou voor de duiker vanzelfsprekend fataal zijn.
Een duikhelm had meestal drie kijkvensters. Soms was er een vierde venster dat schuin boven het voorvenster stond. Hierdoor kon de duiker gemakkelijker naar boven te kijken, zonder dat hij achterover moest leunen.
Het was voor de zwaarbeladen duiker niet gemakkelijk om zich te bewegen in zijn pak, daarom werd hij geholpen bij het opstaan en zich begeven naar de bootsladder. Met behulp van een touw om zijn middel ging de duiker de bootsladder af tot het einde en sprong dan in zee.

## Bewegen onder water
Onmiddellijk werd aan de luchtcompressiepomp gedraaid om de duiker direct van lucht te voorzien. Het touw en de luchtslang werden ook meteen gevierd.
Door de loodzware schoenen en de loden hals- en lendengordel daalde de duiker naar de diepte tot op de zeebodem. Eenmaal onder water werd het gewicht van het duikpak en de helm verminderd door de opwaartse druk onder water. De mannen aan de luchtcompressiepomp moesten constant blijven draaien aan de wiellieren, totdat de duiker terug boven water was gehesen met het trektouw. Sommige schepen hadden een soort verzwaarde loodsladder met platform, zodat de duiker omhoog werd getakeld als een lift.

## Gevaren
Het duiken was in de begintijd levensgevaarlijk werk door de beperkte bewegingsvrijheid. De duiker liep traag vooruit over de zeebodem, voorover geleund door de vertragende druk onder water en het meesleuren van het dikke touw en de rubberen luchtslang. Werken onder water verliep zeer langzaam en het onderzoeken van een wrak was levensgevaarlijk doordat het touw of de luchtslang ergens klem kon raken, met het gevaar dat de luchtslang kon afknappen. Als dit gebeurde was de duiker ten dode opgeschreven en verdronk hij in het wrak.
Enkele duikers hebben dit ervaren, maar zaten "gelukkig" niet diep en niet volledig bekneld, zodat ze de loden gordels meteen konden ontkoppelen en door het drijfvermogen van het duikpak naar de oppervlakte konden geraken. Dit kon hen ook duur komen te staan als ze al enige tijd op grotere diepte onder water waren, want door het plotselinge drukverschil konden ze daarna nog decompressieziekte krijgen. Een drukcabine voor decompressie kende men toen nog niet. Er werd aan boord tijdens de terugreis ijscompressie op de borst van de getroffen duiker gelegd. Aan wal gekomen werd de duiker in allerijl naar het ziekenhuis gebracht, maar vaak was het dan al te laat.
De vroegere duikers kregen, nadat ze gestopt waren met dit systeem van duiken, nog dikwijls last van hevige hoofdpijnen en migraines. Dit is te wijten aan het veelvuldig gebruik van compressieluchttoevoer en het blootgesteld staan aan langdurige constante druk onder water.

## Aanval op schepen

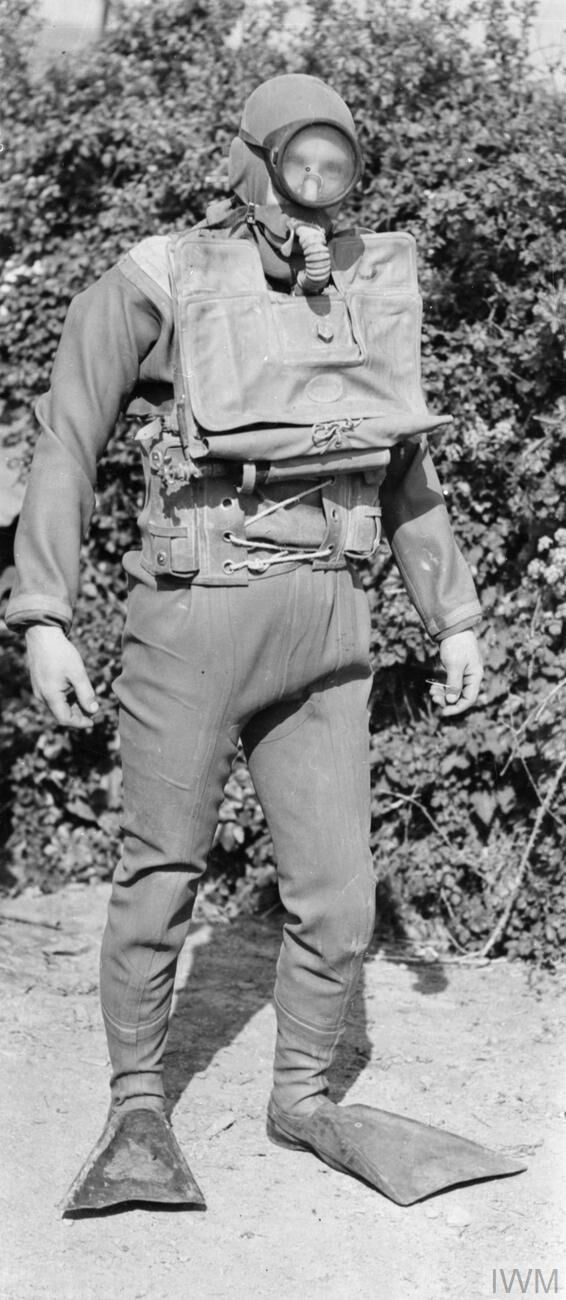
Britse kikvorsman

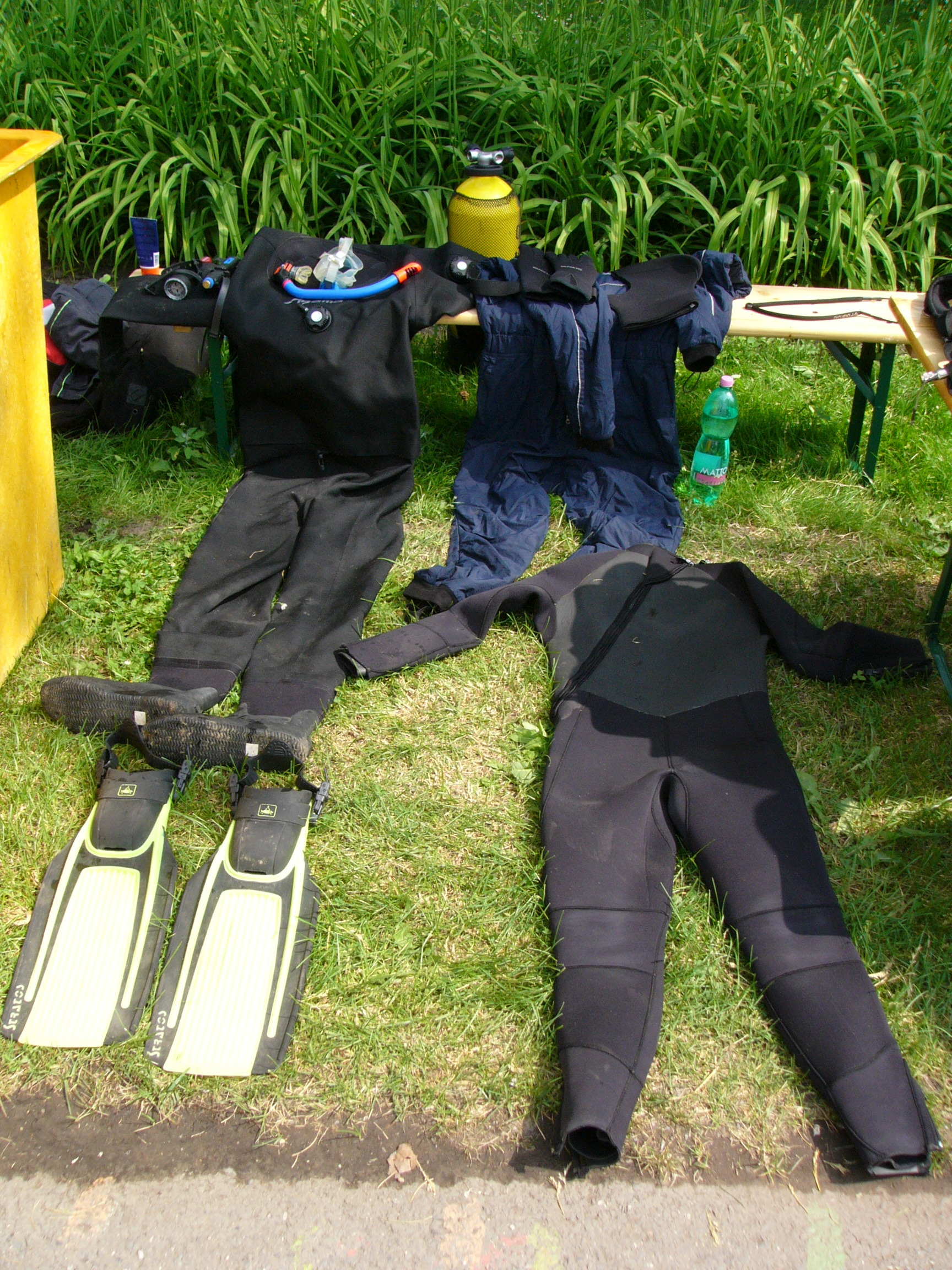
Een modern duikerspak

Het duiken met dit soort duikpakken duurde nog tot na de Tweede Wereldoorlog. De kikvorsmannen bewezen hun nut tijdens nachtelijke raids onder water tegen de vijandelijke oorlogsschepen. Op het laatst van de Eerste Wereldoorlog vielen twee Italiaanse kikvorsmannen in de haven van Pula, Kroatië, met een zelf ontworpen bemande torpedo-onderzeeër, Maiale genaamd, de Oostenrijks-Hongaarse Middellandse Zeevloot aan. Een Oostenrijks vlaggenschip en een pantserschip werden het slachtoffer van deze duikers, doordat ze tegen de romp magnetische kleefmijnen lieten ontploffen. Toen het schip werd beschadigd werden de twee Italiaanse duikers, Raffaele Paolucci en Raffaele Rossetti, als krijgsgevangenen aan boord gebracht voor ondervraging. Ze waren verraden door hun eigen luchtbellen en werden door hun vijand boven water gedwongen.
Deze kikvorsmannen, gezeten op een mini-onderzeeër met magnetische kleefmijnen, vielen het vijandelijke oorlogsschip aan op het eind van de Eerste Wereldoorlog. Tijdens de Tweede Wereldoorlog werd deze vorm van oorlogsvoering veelvuldiger uitgevoerd, onder andere door de pionier en verbeteraar van de kleefmijnen en de maiale, majoor Teseo Tesei en Luigi Durand de la Penne, die met hun duikteam twee Britse slagschepen en een tanker lieten zinken in de Egyptische haven van Alexandrië. De duikers waren uitgerust met nauwsluitende duikpakken, zwemvliezen, duikbril, loodgordel en duikflessen. Zij hadden veel meer bewegingsvrijheid dan de logge gehelmde duikers van weleer.
Tijdens de Tweede Wereldoorlog brachten Japanse kamikaze-kikvorsmannen, met door henzelf geleide torpedo's, menig Amerikaans schip tot zinken. Ook de eenmans Kaiten-torpedo-onderzeeboten werden ingezet voor zelfmoordoperaties.

## Tegenwoordig

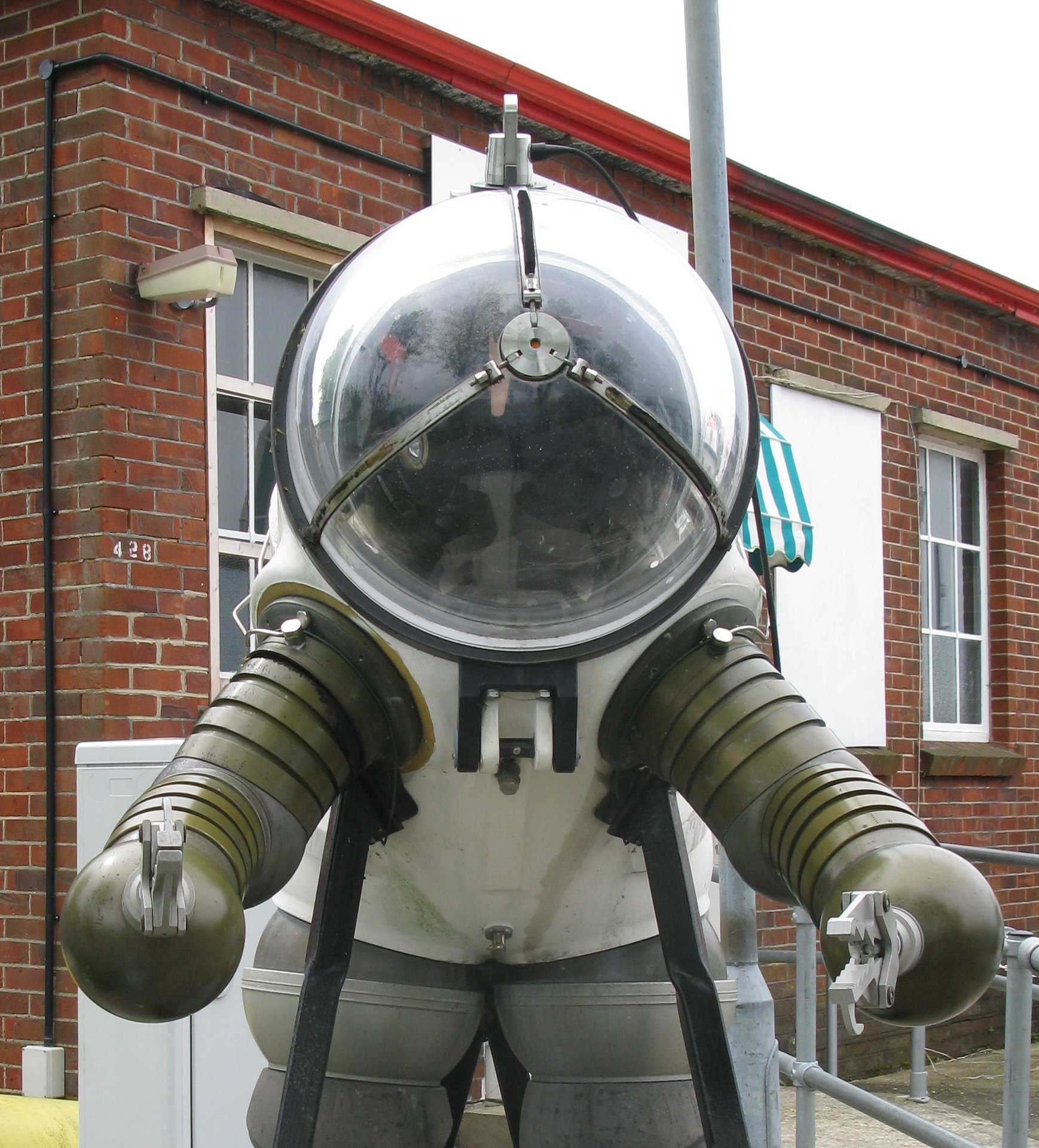
Diepzeeduikpak

Duikers dragen tegenwoordig meestal een drysuit of een wetsuit.
Er wordt ook wel gewerkt met geheel stalen duikpakken die de waterdruk kunnen weerstaan tot op een diepte van 400 meter en waarbinnen de druk regelbaar is, dus onafhankelijk van de omgevingsdruk. Duikers die gebruikmaken van deze pakken kunnen alleen werken met knipscharen en grijptangen die de handen vervangen. De duiker bedient in het pak met zijn handen de instrumenten om te grijpen of kabels door te knippen.
Deze stalen, drukbestendige duikpakken werden getest in de met water gevulde afgedankte mijnschachten te Beringen, Belgisch Limburg. Met hun waterdiepte van ongeveer 400 meter zijn die ideaal om dit soort duikpakken te testen.
Duikers die niet met een drukpak werken en langere tijd onder water moeten werken, worden in zee neergelaten in een onderzeeverblijf, waar ze zich op diepte moeten aanpassen aan de omgevingsdruk. Vanuit dit verblijf werken ze aan boorplatformsteunen op de zeebodem, of doen onderzoek aan de zeebodem zelf. Na een tijd worden ze weer naar boven gehaald, maar moeten dan onmiddellijk voor een tijd in een decompressiekamer verblijven, tot hun lichaam weer aan de atmosferische druk is aangepast.